# シュン (ミュージシャン)
シュン（2月15日 - ）は、日本のミュージシャン、ギターリストである。AB型。熊本県出身。

## 来歴
- 元々はex-CynthiaのボーカルKAZUNA、SHIROと共にCHOCOLAというバンドで活動していた。
- 2005年7月にヴィドールのメンバーとして加入。
- 2011年1月18日、ヴィドールの解散を発表。
- ヴィドール解散後の現在はLucifer's undergroundのサポートギターとして活動。

## 人物
- ポジションは基本的に上手であり、速弾きによるソロを多用する。
- 憧れのミュージシャンはMr.Children。初めて楽曲をコピーしたのも同バンドである。
- 大食いキャラで体重の変動が激しい。そして長身であるたげに、バランスを考え体重を気にしているという。